# Библиотека „Радоје Домановић” Сурдулица
Библиотека „Радоје Домановић“ у Сурдулици носи назив по чувеном српском књижевнику, сатиричару.

## Историјат
Први податак о постајању библиотеке на територији Општине Сурдулица датира из 1924. године по речима старијих суграђана. У периоду после Другог светског рата библиотека је радила као саставни део Установе културе.
Библиотека је смештена у савременој, наменски зиданој и модерно опремљеној згради која је отворена за кориснике 4. септембра 1987. године. У том периоду ради у склопу Установе културе “Радоје Домановић”. Одлуком о оснивању коју доноси Скупштина Оштине Сурдулица 2000. године, Сурдулица добија засебну установу Библиотеку “Радоје Домановић”.

## Данас
Библиотека “Радоје Домановић” располаже фондом од преко 70.000 књига, часописа, новина и некњижног материјала. Поседује читаоницу са 50 читалачких места. Такође у библиотеци је отворена Интернет читаоница опремљена рачунарима, штампачем и ради током целог дана. Доступна је свим грађанима, без обзира да ли су чланови библиотеке. Интернет услуге су бесплатне на основу донације Канцеларије за младе. Књижни фонд библиотеке је смештен по одељењима и то: позајмно, дечје, стручно и завичајно одељење.

### Позајмно одељење
Позајмно одељење за одрасле намењено је корисницима старијим од 14 година. Приступ књигама је слободан а књижни фонд је разврстан по УДК систему.

### Дечје одељење
Ово одељење намењено је корисницима млађим од 14 година. Приступ књигама је слободан, а књижни фонд организован је по УДК систему. Одељење за децу својим фондом, одговара узрасту својих корисника — деци од рођења до завршетка основне школе. Књижни фонд одељења за децу обухвата велики број сликовница, белетристике за децу, школске лектире, којом се популарише књига и развија култура читањакод најмлађих корисника библиотеке.

### Стручни фонд
Стручни фонд представља скуп свих публикација, које се стављају на располагање корисницима без права изношења из библиотеке. Чине је енциклопедије, лексикони, речници, приручници, атласи. Стручно одељење намењено је одређеном профилу читалачке публике која се бави научно-истраживачким, студијским и публицистичким радом.

### Завичајна збирка
Завичајна збирка библиотеке у притеклом периоду се непрестано увећава, и посебно је издвојена. Повезивањем са завичајним писцима, озбиљно се пришло издавању дела и формирању фонда књига завичајних аутора, који су пореклом из наше општине.
Овај фонд обухвата преко 50 наслова. У првом реду треба споменути Бранислава Михајловића, Александра Трајковића, Русију Маринковић, проф. др. Томислава Радојичића, Владимира Ристића, Драгана Миљковића, Милицу Тодоровић, Ненада Стаменковића- Манту, Владимира Ристића, Слободанку Митровић, Тијану Владић,Драгану Милошевић. У овој збирци се налазе две књиге Новог завета из 1867. године, штампане од стране Америчко-библијског друштва из Њујорка, као и једна књига из 1893. године “Живот и прикљученије” Доситеја Обрадовића и један енциклопедијски речник из 1899. године.

### Новости
Библиотека је започела пројекат дигитализације завичајне грађе чиме ће омогућити његову отвореност према ширем кругу корисника, али и заштиту и очување.
Од 2007. године Библиотека “Радоје Домановић” приступила је централизованом систему обраде библиотечког материјала COBISS.
У свом саставу има два истурена одељења у селима Клисура и Божица. У овим одељењима се налази и литература на бугарском језику.